# Livsfarlig stad
Livsfarlig stad, originaltitel Crime Wave, är en amerikansk film från 1954 regisserad av André De Toth.

## Handling
Tre rymlingar från San Quentin dödar en polis när de rånar en bensinstation. En av dem flyr till en före detta cellkamrat, Steve Lacey, som är villkorligt frigiven med hustru och ett nytt liv. Han kan inte riskera att fångas med en tidigare kumpan. Men en polisman vill ha hjälp av Steve att fånga in de båda andra rymlingarna som i sin tur vill ha Steves hjälp vid ett bankrån.

## Om filmen
Filmen är inspelad på 13 dagar i Burbank, Los Angeles, Glendale och San Quentin, samtliga i Kalifornien, USA. Den hade världspremiär i New York den 12 januari 1954, trots att den var klar redan 1952.

## Rollista
- Sterling Hayden – kriminalkommissarie Sims
- Gene Nelson – Steve Lacey
- Phyllis Kirk – Ellen Lacey
- Ted de Corsia – "Doc" Penny
- Charles Bronson – Ben Hastings
- Jay Novello – doktor Otto Hessler
- Nedrick Young – Gat Morgan
- James Bell – Daniel O'Keefe
- Dub Taylor – Gus Snider
- Gayle Kellogg – kriminalpolis Kelly
- Mack Chandler – kriminalpolis Sully

### Webbkällor
- Livsfarlig stad på Internet Movie Database (engelska)